# 워킹 걸
《워킹 걸》(영어: Working Girl)은 1988년 공개된 미국의 로맨틱 코미디 드라마 영화이다. 마이크 니컬스가 연출하고, 해리슨 포드, 시고니 위버, 멜러니 그리피스 등이 출연하였다.
주제곡 "Let the River Run"을 쓰고 부른 칼리 사이먼은 아카데미 주제가상, 골든 글로브 주제가상, 그래미 주제가상을 받으면서 작곡, 작사, 연주를 전부 단독 담당한 곡으로 아카데미, 골든 글로브, 그래미를 동시에 석권한 최초의 음악가가 되었다.
이 영화는 1989년 제61회 아카데미상에서 시고니 위버와 조앤 큐잭이 함께 여우조연상 후보자 명단에 오른 것을 비롯하여 작품상, 감독상, 여우주연상 등 총 6개 분야에 후보로 올랐다. 제46회 골든 글로브상에서는 6개 부문에 후보로 지명되어 뮤지컬·코미디 영화 부문 작품상, 여우주연상, 여우조연상(위버) 등 4개를 수상하였다. BAFTA에서는 여우주연상, 여우조연상(위버), 주제가상 후보 목록에 포함되었다.

## 줄거리
스태튼아일랜드 노동자 계급 가정 출신인 테스는 로어맨해튼 주식 중개 회사 비서로 일하고 있다. 야간 수업을 통해 경영학 학위를 딴 테스는 여전히 밤마다 관련 공부에 착실히 매진하고 있으며 차근차근 승진하여 경영진 위치에 오르는 것이 꿈이다. 그러나 남성 상사와 동료들은 테스의 분석력에 도움을 받고 있으면서도 테스를 머리 빈 금발로만 취급하며 모욕한다.
참다 못해 회사를 그만 둔 테스는 인수 합병 기업 대리 캐서린의 행정 비서로 취직한다. 캐서린은 테스에게 좋은 의견이 있으면 자신에게 공유하라고 격려한다. 하지만 막상 테스가 텔레비전 방송국을 인수할 길을 찾고 있는 트래스크 인더스트리가 대신 라디오 방송국을 인수하게 하자는 신선한 발상을 건의하자 캐서린은 부정적인 반응을 보인다.
캐서린은 스키를 타다 다리가 부러져 그대로 스키장에서 머물며 치료를 받게 되면서 테스에게 집을 돌봐달라고 부탁한다. 테스는 캐서린의 집에서 캐서린이 다른 인수 합병 기업 대리 잭에게 테스 자신이 트래스크에 관해 말했던 제안을 캐서린 본인의 고유한 생각인 척 속여온 증거를 발견한다. 설상가상으로 테스는 동거하던 남자친구 믹이 지인 무리에 속한 한 여성과 집에서 성관계 하는 모습을 목도한다. 믹은 청혼하며 이를 무마하려 하지만 테스가 대답을 망설이자 테스를 떠난다.
테스는 캐서린의 대행으로 행세하며 트래스크의 인수 협상을 본인이 진행하고자 한다. 테스는 보다 전문가답게 보이기 위해 친구 신의 도움을 받아 머리를 자르고 캐서린의 옷을 몰래 빌려입고 잭과 만난다. 함께 합병 관련 자료를 준비하다가 둘은 잠자리를 갖게 되지만 사실 잭은 캐서린과 사귀는 사이였고 이별을 통보할 예정이었지만 스키장 사고로 인해 아직 헤어지지는 않은 상태였는데...

## 출연
- 멜러니 그리피스 - 테스 맥길 역
- 해리슨 포드 - 잭 트레이너 역
- 시고니 위버 - 캐서린 파커 역
- 앨릭 볼드윈 - 믹 두건 역
- 조앤 큐잭 - 신시아 "신" 역
- 필립 보스코 - 오런 트래스크 역
- 잭 그레니에이 - 짐 역
- 노라 던 - 지니, 캐서린의 동료 역
- 올리버 플랫 - 데이비드 러츠, 테스의 첫 상사 역
- 제임스 랠리 - 터컬 역
- 케빈 스페이시 - 밥 스펙, 코카인에 중독된 차익거래인 역
- 로버트 이스턴 - 암브리스터 역
- 에이미 어퀴노 - 앨리스 백스터, 테스의 비서 역
- 올림피아 두카키스 - 인사부장 역
- 리키 레이크 - 신부 들러리 역

## 기타 제작진
- 배역: 줄리엣 테일러
- 미술: 퍼트리치아 본브랜던스타인
- 의상: 앤 로스